# Mario Judah
Mario Judah (n. 1999, Atlanta, Georgia, SUA) este un cântăreț, rapper, compozitor și producător de muzica american. În 2017, Judah, în vârstă de 18 ani, a început să producă muzică. Trei ani mai târziu, a lansat primul său single comercial. El a devenit cunoscut ca un meme pe internet cu single-ul său "Die Very Rough", precum și pentru criticile sale jucăușe față de rapperul american Playboi Carti pentru că nu a lansat al doilea album de studio, Whole Lotta Red.

## Cariera

### 2020: "Die Very Rough" andWhole Lotta Red
Mario Judah și-a încărcat single-ul de debut „Crush” pe SoundCloud pe 19 iunie 2020. A fost urmat de lansarea „Die Very Rough”, care a devenit virală în septembrie. După lansarea videoclipului muzical corespunzător, a devenit viral pe Twitter și au fost create mai multe meme ale melodiei, comparând stilul vocal al lui Judah și versurile similare unui ticălos Disney. În octombrie, Judah a cântat la Rolling Loud Festival 2020, ceea ce a contribuit la creșterea publicului său. În aceeași lună, a lansat un remix al cantecului lui DaBaby și a lui Roddy Ricch Rockstar. Videoclipul pentru el a câștigat de atunci peste un milion de vizualizări, devenind unul dintre cele mai vizionate videoclipuri ale sale. Pe 30 noiembrie, Judah a anunțat pe Instagram că va lansa al doilea album de studio al rapperului Playboi Carti Whole Lotta Red „el însuși” din cauza frustrărilor cu faptul că rapperul nu l-a lansat. De asemenea, el a anunțat data de 6 decembrie, acordându-i lui Carti o săptămână să o elibereze el însuși. Pe 6 decembrie, Judah a lansat „Bih Yah”, single-ul principal de la Whole Lotta Red, la o primire pozitivă din partea fanilor. Prima jumătate din Whole Lotta Red a fost lansată ca EP pe 11 decembrie. Billboard și Google au clasat piesa „Die Very Rough” pe locul 75 pe lista lor cu Top 100 de melodii Hummed din 2020 din Statele Unite. Piesa a ajuns, de asemenea, în topul graficului Global Viral 50 de la Spotify din 15 octombrie 2020.

## Maiestrie
Stilul muzical al lui Judah a fost descris ca un amestec de rap rock și metal gotic cu voci vibrato unice. Potrivit lui Judah, el a descoperit abia recent că poate cânta, ceea ce l-a determinat să urmărească rapul pentru el însuși decât să producă pentru alți artiști. El a citat Breaking Benjamin, Five Finger Death Punch și Pantera ca fiind influențele sale muzicale și a declarat că muzica rock este „genul său preferat”. Un fan notabil al lui Mario Judah este rapperul Lil Uzi Vert.

## Discografie

### EP-uri
- Whole Lotta Red (2020)